# Броськов (Буда-Кошелёвский район)
Броськов (бел. Броськаў) — посёлок в Чеботовичском сельсовете Буда-Кошелёвского района Гомельской области Белоруссии.

## География

### Расположение
В 28 км на юго-запад от районного центра и железнодорожной станции Буда-Кошелёвская (на линии Жлобин — Гомель), 46 км от Гомеля.

## Транспортная сеть
Транспортные связи по просёлочной, затем автомобильной дороге Жлобин — Гомель.
Планировка состоит из короткой прямолинейной улицы, ориентированной с юго-востока на северо-запад и застроенной деревянными домами усадебного типа.

## История
Основан в начале 1920-х годов переселенцами с соседних деревень на бывших помещичьих землях. В 1930 году жители посёлка вступили в колхоз. В 1959 году в составе экспериментальной базы «Пенчин» (центр — деревня Пенчин).
До 24 октября 2002 года в составе Бервёновского сельсовета.

## Население

### Численность
- 2004 год — 14 хозяйств, 32 жителя.

### Динамика
- 1959 год — 91 житель (согласно переписи).
- 2004 год — 14 хозяйств, 32 жителя.